# Marco Canola
Marco Canola (Vicenza, 26 december 1988) is een voormalig Italiaans wielrenner.

## Carrière
In 2012 maakte Canola zijn profdebuut voor Colnago-CSF Inox. Dat jaar won hij de zevende etappe in de Ronde van Langkawi.
Zijn grootste succes boekte hij in 2014 door in de dertiende etappe van de Ronde van Italië zijn medevluchters Jackson Rodríguez en Angélo Tulik in de sprint te kloppen.
Na het seizoen 2019 maakte hij de overstap van Nippo-Vini Fantini naar Gazprom-RusVelo.

## Overwinningen
2012
7e etappe Ronde van Langkawi
1e etappe deel B Ronde van Padanië (ploegentijdrit)
2014
Bergklassement Tirreno-Adriatico
13e etappe Ronde van Italië
2015
Bergklassement Internationaal Wegcriterium
2016
Puntenklassement Ronde van Taiwan
2017
Volta Limburg Classic
2e, 3e en 5e etappe Ronde van Japan
Puntenklassement Ronde van Japan
7e etappe Ronde van Utah
Japan Cup
2019
4e etappe Ronde van Utah

## Resultaten in voornaamste wedstrijden
| Jaar | Ronde van Italië | Ronde van Frankrijk | Ronde van Spanje |
| ---- | ---------------- | ------------------- | ---------------- |
| 2012 |                  |                     |                  |
| 2013 | 139e             |                     |                  |
| 2014 | 122e (1)         |                     |                  |
| 2015 |                  |                     |                  |
| 2017 |                  |                     |                  |
| 2018 |                  |                     |                  |
| 2019 | 107e             |                     |                  |
| 2020 |                  |                     |                  |
| 2021 |                  |                     |                  |

| Jaar | Milaan-San Remo | Amstel Gold Race | Ronde van Lombardije | Waalse Pijl | Brussels Cycling Classic |
| ---- | --------------- | ---------------- | -------------------- | ----------- | ------------------------ |
| 2012 | opgave          |                  |                      |             |                          |
| 2013 | opgave          |                  |                      |             |                          |
| 2014 | opgave          | 107e             |                      |             |                          |
| 2015 |                 |                  | opgave               | 61e         |                          |
| 2017 | 20e             |                  |                      |             | 8e                       |
| 2018 | 15e             | 57e              |                      |             |                          |
| 2019 |                 |                  |                      |             |                          |
| 2020 | 36e             |                  |                      |             |                          |
| 2021 |                 | opgave           |                      | 128e        |                          |

## Ploegen
- 2012 –  Colnago-CSF Inox
- 2013 –  Bardiani Valvole-CSF Inox
- 2014 –  Bardiani CSF
- 2015 –  UnitedHealthcare Professional Cycling Team
- 2016 –  UnitedHealthcare Professional Cycling Team
- 2017 –  Nippo-Vini Fantini
- 2018 –  Nippo-Vini Fantini-Europa Ovini
- 2019 –  Nippo-Vini Fantini-Faizanè
- 2020 –  Gazprom-RusVelo
- 2021 –  Gazprom-RusVelo
- 2022 –  Gazprom-RusVelo

Arredondo · Bagioli · Berlato · Bisolti · Canola · Cunego · De Negri · Filosi · Grosu · Ito · Kobayashi · Koishi · Kuboki · Marangoni · Marini · Nakane · Santaromita · Stacchiotti · Uchima · Bou (stagiair) · Cima (stagiair) · Nishimura (stagiair)
Bagioli · Bou · Canola · D. Cima · I. Cima · Cunego · Grosu · Hatsuyama · Ito · Kobayashi · Lobato · Marangoni · Nakane · Nishimura · Ponzi · Santaromita · Tizza · Uchima · Yoshida · Zaccanti
Bojev · Canola · Cima · Cima · Karaljok · Koelikov · Koelikovski · Koerjanov · Koezmin · Koeznetsov · Nekrasov · Nych · Rikoenov · Rovny · Rybalkin · Scaroni · Sjaloenov · Strachov · Tsjerkasov · Tsjernetski · Velasco
Bojev · Canola · Cima · Cima · Dversnes · Kotsjetkov · Kreuziger · Koezmin · Vjatsjeslav Koeznetsov · Lucca · Lunder · Nekrasov · Nych · Rikoenov · Rovny · Scaroni · Sjaloenov · Strachov · Strachov · Tsjerkasov · Tsjernetski · Mathias Vacek · Velasco · Zakarin
Canola · Carboni · Conci · Díaz · Fedeli · Kotsjetkov · Michael Kukrle · Lunder · Malucelli · Nekrasov · Nych · Piccolo · Rikoenov · Rivera · Rovny · Scaroni · Strachov · Tsjerkasov · Tsjernetski · Vacek · Zakarin